# 第二世班禅额尔德尼
索南却朗（1439年—1504年）于藏历第七绕迥之土羊年（1439年）正月十日诞生在后藏恩萨（今日喀则江当乡）地方。幼时传说他能追述班禅第一世生前之事迹，聪明异常，后到甘丹寺出家为僧。
初名支才贝吾，被巴素曲结甘丹赤巴收为门徒，赐名竹白旺修索南却吉朗布。后来跟随森巴洛垂贝巴等大德学法，遂得显密诸法，衣钵真传。移居后藏隐更寺，专事禅修，并在恩萨谷建玉顶寺，有僧徒十六人，被派往各地弘法。自居恩萨曲吉颇章，亲撰详注经论。曾为二世达赖传戒。弘治十七年（1504年）二月廿五涅槃，法身藏在宝塔，供奉于隐更寺，后追认为第二世班禅额尔德尼。